# Simple messieurs de tennis aux Jeux olympiques de 1912
Cet article présente les résultats détaillés du simple messieurs de l'édition 1912 des compétitions de tennis aux Jeux olympiques d'été qui est disputé du 28 juin  au 5 juillet 1912. Il y a eu 2 tournois, en extérieur sur terre battue et en salle sur parquet, le tournoi intérieur ne compte que 22 joueurs dont 6 seulement (5 joueurs locaux et un tchèque) qui ont joué le tournoi en plein air. Toutefois le tournoi sur parquet est beaucoup plus relevé car on y trouve les meilleurs joueurs de cette année Anthony Wilding, André Gobert, Charles Dixon, Arthur Gore et Gordon Lowe, ceci étant dû à sa programmation en mai tandis que le tournoi en extérieur s'est déroulé en même temps que Wimbledon malgré les recommandations.

## Résultats

### Finales
|               | Date     | Nom et lieu du tournoi          | Dot. | Surf.        | Vainqueur       | Finaliste      | Score               |
| Finale        | 28/06/12 | Jeux Olympiques d'été Stockholm | 0 $  | Terre (ext.) | Charles Winslow | Harold Kitson  | 7-5, 4-6, 10-8, 8-6 |
| Petite finale | 28/06/12 | Jeux Olympiques d'été Stockholm | 0 $  | Terre (ext.) | Oskar Kreuzer   | Ladislav Žemla | 6-2, 3-6, 6-3, 6-1  |